# Collège de Lucerne

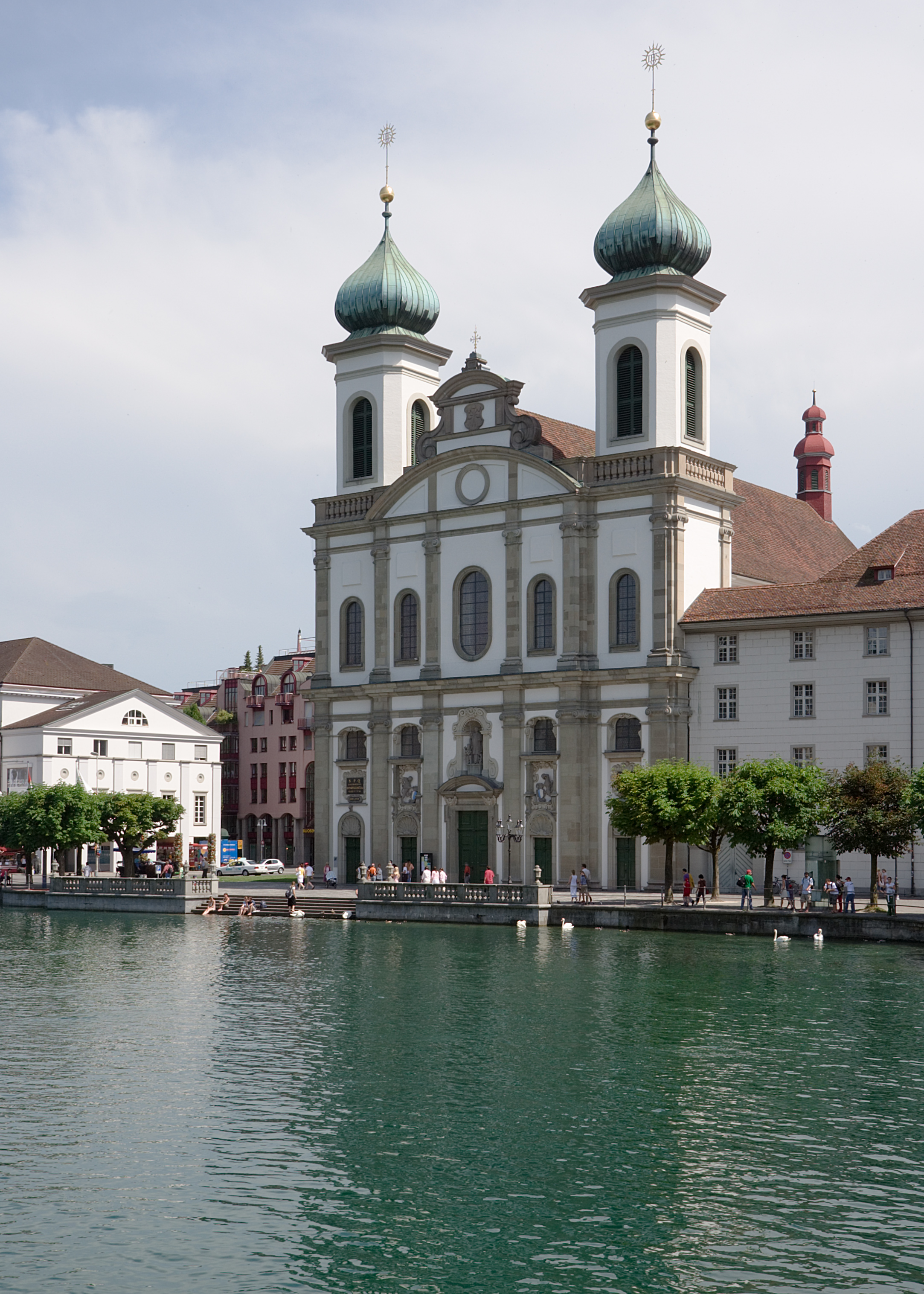
À droite de l'église, le départ des bâtiments du collège

Le Collège de Lucerne (en latin Collegium Lucernense) était une institution d’enseignement catholique dirigée par les jésuites. Fondé en 1577 il fut fermé lorsque les jésuites furent expulsés de Lucerne (et de Suisse) en 1847. L’église baroque de l’ancien collège, connue comme Jesuitenkirche, est un des monuments les plus célèbres de Lucerne.

## Origine
De passage à Lucerne (septembre 1570) le Cardinal Charles Borromée encourage vivement les autorités à inviter les jésuites pour qu’ils y fondent un établissement d’enseignement et introduisent l’esprit et les réformes du concile de Trente dans la région. 
Pour surmonter les difficultés financières qui avaient fait échouer un projet antérieur (1568), le maire de la ville, Ludwig Pfyffer, avance de ses fonds privés l’argent nécessaire pour que les jésuites viennent. Le conseil de la ville accepte et envoie une invitation officielle à Everard Mercurian, supérieur général de la Compagnie de Jésus. 
Les jésuites hésitent, par manque de personnel, mais sur intervention personnelle du pape Grégoire XIII, deux pères et un frère sont envoyés à Lucerne.

## Fondation
Le 7 août 1574, les trois jésuites, venant d’Allemagne, arrivent à Lucerne. Ils s’installent dans un logement provisoire proche de l’église des Franciscains et y commencent leurs activités pastorales et éducatives. Cette modeste résidence n’est encore qu’une ‘mission’, dépendant de la province d’Allemagne Supérieure. 
Tout est précaire : le logement est insalubre et une épidémie de peste se déclare en 1575. Les autorités jésuites pensent rappeler leurs hommes. À la suggestion insistante de Pfyffer — qui est l’âme du projet — les autorités de la ville donnent aux jésuites l’utilisation du Rittersche Palast (Bahnhofstrasse 15) et s’engagent financièrement. Dès la Noël 1578 une petite chapelle est ouverte dans le palais.
Un contrat est signé le 10 mai 1577 : c’est la charte de fondation. Les autorités civiles fournissent les bâtiments nécessaires à la résidence et au collège et pourvoient aux besoins d’une vingtaine de jésuites. Les jésuites s’engagent à développer et administrer le collège et à rendre des services pastoraux à la population de la ville.

## Développement
Le collège se développe rapidement. En accord avec leur Ratio Studiorum on y enseigne surtout les lettres, la rhétorique, dialectique, avec la philosophie. Plus tard la théologie et le grec sont ajoutés au programme. En 1579 les jésuites reçoivent un nouveau bâtiment récemment construit et situé en face du palais. (entièrement refait en 1729-1731, ce bâtiment est aujourd’hui le dépôt des archives de l’état). La même année, le même philanthrope, Pfyffer, fait le don d’un ‘home pour étudiants boursiers’. 

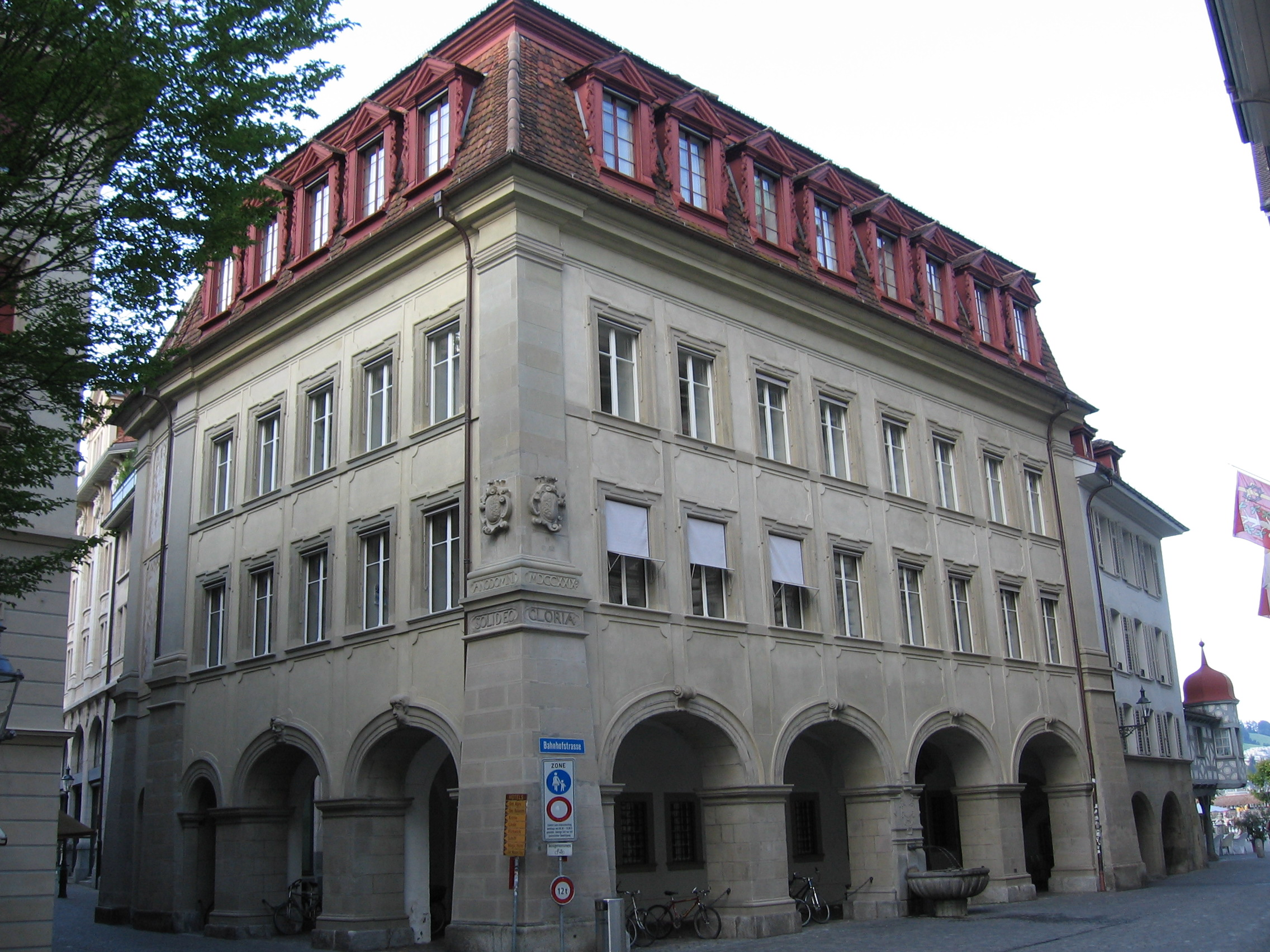
Bâtiment du XVIIIe siècle

Quelques années après sa fondation le collège est déjà un des plus importants de la province jésuite d’Allemagne. Entre 1650 et 1700 le nombre d’élèves s’élève entre 300 et 400. Les représentations théâtrales contribuent à la vie culturelle de la ville, et les activités pastorales des jésuites réforment la pratique religieuse dans la région.
À partir de 1610 — et par acquisitions successives — le collège s’étend du côté Est. Le point culminant de cette activité constructrice est l'édification de l’église Saint-François-Xavier en 1666-1677. L’ensemble architectural est complet ; il n’y aura, par après, que quelques additions aux bâtiments existants et du travail de restauration.

## Déclin et fin
En 1727, le gouvernement suisse décide de prendre de prendre le contrôle de l’éducation[réf. nécessaire]. Certaines réformes inspirées de l’esprit des Lumières et imposées au collège ne sont pas acceptables par les jésuites. Les conflits sont fréquents et la tension monte. Le nombre d’élèves diminue. En 1769 il n’y a plus que 218 élèves au collège. 
Cependant lorsque Clément XIV supprime la Compagnie de Jésus (en 1773) les autorités de Lucerne demandent aux jésuites de rester à leur poste et de continuer leurs activités pastorales et éducatives comme prêtres séculiers.
L’ordre des Jésuites est rétabli en 1814 et les jésuites sont rappelés à Lucerne par les autorités du canton. D’abord très réticent, car au courant de la forte opposition radicale anti-catholique existant dans la Confédération suisse, le père Roothaan accepte. Le retour à Lucerne des jésuites (1844) provoque un grave conflit politique qui conduit à la guerre civile, la guerre du Sonderbund. Elle est perdue par l'alliance des cantons conservateurs et catholiques. 
Les jésuites sont expulsés en décembre 1847. La Suisse introduit dans sa constitution un article interdisant à jamais la présence de jésuites sur les territoires de la Confédération suisse.